# Glen Ferris (Virginia Occidental)
Glen Ferris es un lugar designado por el censo ubicado en el condado de Fayette en el estado estadounidense de Virginia Occidental. En el Censo de 2010 tenía una población de 203 habitantes y una densidad poblacional de 48,2 personas por km².

## Geografía
Glen Ferris se encuentra ubicado en las coordenadas 38°9′19″N 81°13′16″O / 38.15528, -81.22111. Según la Oficina del Censo de los Estados Unidos, Glen Ferris tiene una superficie total de 4.21 km², de la cual 3.56 km² corresponden a tierra firme y (15.38%) 0.65 km² es agua.

## Demografía
Según el censo de 2010, había 203 personas residiendo en Glen Ferris. La densidad de población era de 48,2 hab./km². De los 203 habitantes, Glen Ferris estaba compuesto por el 95.07% blancos, el 0% eran afroamericanos, el 0.49% eran amerindios, el 1.48% eran asiáticos, el 0% eran isleños del Pacífico, el 0% eran de otras razas y el 2.96% pertenecían a dos o más razas. Del total de la población el 1.97% eran hispanos o latinos de cualquier raza.